# Itame occiduaria
Itame occiduaria là một loài bướm đêm trong họ Geometridae.